# 华为路由X1 Pro
华为路由器X1 Pro是华为公司于2025年推出的一款家用无线路由器，使用Wi-Fi 7技术。该产品采用圆柱体外观设计，上半部分为透明镂空结构，提供黑白双色版本，获2025年德国iF工业设计奖。官方定价为899元人民币。

## 特性
X1 Pro支持160MHz频宽、4K QAM调制技术，双频并发速率最高3.57Gbps。
硬件配置方面，X1 Pro搭载灵犀天线技术，内置11根混合天线，宣称可覆盖120平方米空间并穿透多层墙体。机身配备4个支持2.5Gbps速率的多功能网口（WAN/LAN盲插）。
软件层面集成鸿蒙智联生态，支持星闪、蓝牙与Wi-Fi多协议协同，可通过华为智慧生活移动应用程序实现儿童上网管理、设备安全防护及网络故障诊断。